# Viagem ao Fundo do Mar (filme)
Viagem ao Fundo do Mar (no original em inglês: Voyage to the Bottom of the Sea) é um filme americano de 1961, do gênero ficção científica, dirigido por Irwin Allen. O filme foi o piloto para o famoso seriado de TV de mesmo nome.
No filme, Walter Pidgeon estrelava como Almirante Harriman Nelson, o criador e desenvolvedor de um futurístico submarino nuclear.

## Elenco do filme
- Walter Pidgeon.... Almirante Harriman Nelson
- Joan Fontaine.... Dra. Susan Hiller
- Barbara Eden.... Cathy Connors
- Peter Lorre.... Lucius Emery
- Robert Sterling… Capitão Lee Crane
- Michael Ansara.... Miguel Alvarez
- Frankie Avalon.... Danny Romano
- Regis Toomey.... Dr. Jamieson
- John Litel.... Vice-Almirante B.J. Crawford
- Howard McNear.... Congressista Parker
- Henry Daniell.... Dr. Zucco
- Skip Ward.... membro da tripulação
- Mark Slade.... marinheiro Jimmy 'Red' Smith
- Charles Tannen.... CPO Gleason
- Del Monroe.... Kowalski (seriado da tv) e Kowski (filme)[4]
- Jonathan Gilmore.... marinheiro Young

## Sinopse
O novo submarino atômico norte-americano, o USOS Seaview, navega para o Oceano Ártico. Ele foi construído pelo grande cientista e engenheiro Almirante Harriman Nelson. A bordo, além do Capitão Lee Crane e de outro cientista e comodoro aposentado, Lucius Emery, estão os observadores civis Drª. Susan Hiller e o congressista Parker, acompanhados do vice-almirante Crawford. Ao chegarem no Polo Norte, a tripulação e os observadores são surpreendidos por enormes blocos de gelo soltos que ameaçam a integridade da embarcação. Ao saírem à superfície, eles veem um céu em chamas, causador de um brutal aumento na temperatura e que está derretendo a calota polar. O Almirante Nelson entra em contato com o Diretor da Missão Bergan e este lhe informa que um estranho fenômeno espacial incendiou o Cinturão de Van Allen. Imediatamente ele e Lucius elaboram um plano de disparar um míssil atômico no cinturão, a partir das Fossas Marianas, com o objetivo de extinguir o fenômeno que, se durar mais alguns dias alcançará uma temperatura tal que terminará com a vida humana. Mas os cientistas da ONU não concordam com o plano, pois acham que o cinturão voltará ao normal por si só. Nelson se rebela e parte para o local assinalado para efetuar o disparo. A partir daí ele se torna caçado pelos diferentes países que enviam submarinos para persegui-lo. Também a tripulação ameaça um motim e ocorrem sabotagens, além da suspeita de que o Almirante tenha sucumbido à pressão e não esteja em pleno uso de suas faculdades mentais.

## Série de TV
Além de ter originado a série de TV homônima exibida durante o período de 1964–1968, a trama do filme foi retrabalhada para o episódio nº 18 da 2ª Temporada chamado "The Sky's on Fire". Tendo essa sido a primeira vez que a atmosfera em chamas é mencionada na série, há a alegação de fãs que isso confirma que o programa de TV não é uma continuidade do filme.